# Courtillers
Courtillers és un municipi francès situat al departament del Sarthe i a la regió de País del Loira. L'any 2007 tenia 828 habitants.

## Demografia

### Població
El 2007 la població de fet de Courtillers era de 828 persones. Hi havia 268 famílies de les quals 20 eren unipersonals (8 homes vivint sols i 12 dones vivint soles), 76 parelles sense fills, 160 parelles amb fills i 12 famílies monoparentals amb fills.
La població ha evolucionat segons el següent gràfic:
Habitants censats

### Habitatges
El 2007 hi havia 282 habitatges, 270 eren l'habitatge principal de la família, 4 eren segones residències i 8 estaven desocupats. Tots els 281 habitatges eren cases. Dels 270 habitatges principals, 229 estaven ocupats pels seus propietaris i 41 estaven llogats i ocupats pels llogaters; 2 tenien dues cambres, 6 en tenien tres, 55 en tenien quatre i 207 en tenien cinc o més. 220 habitatges disposaven pel capbaix d'una plaça de pàrquing. A 54 habitatges hi havia un automòbil i a 211 n'hi havia dos o més.

### Piràmide de població
La piràmide de població per edats i sexe el 2009 era:
| Homes | Edats   | Dones |
| ----- | ------- | ----- |
| 0     | 95 o +  | 0     |
| 0     | 90 a 94 | 0     |
| 0     | 85 a 89 | 0     |
| 0     | 80 a 84 | 4     |
| 4     | 75 a 79 | 4     |
| 8     | 70 a 74 | 4     |
| 12    | 65 a 69 | 4     |
| 8     | 60 a 64 | 8     |
| 8     | 55 a 59 | 16    |
| 4     | 50 a 54 | 0     |
| 36    | 45 a 49 | 16    |
| 28    | 40 a 44 | 32    |
| 48    | 35 a 39 | 44    |
| 20    | 30 a 34 | 44    |
| 4     | 25 a 29 | 8     |
| 20    | 20 a 24 | 12    |
| 32    | 15 a 19 | 32    |
| 32    | 10 a 14 | 48    |
| 36    | 5 a 9   | 20    |
| 16    | 0 a 4   | 28    |

## Economia
El 2007 la població en edat de treballar era de 561 persones, 448 eren actives i 113 eren inactives. De les 448 persones actives 423 estaven ocupades (229 homes i 194 dones) i 25 estaven aturades (10 homes i 15 dones). De les 113 persones inactives 29 estaven jubilades, 66 estaven estudiant i 18 estaven classificades com a «altres inactius».

### Ingressos
El 2009 a Courtillers hi havia 293 unitats fiscals que integraven 929 persones, la mediana anual d'ingressos fiscals per persona era de 17.432 €.

### Activitats econòmiques
Dels 14 establiments que hi havia el 2007, 1 era d'una empresa de fabricació d'altres productes industrials, 4 d'empreses de construcció, 3 d'empreses de comerç i reparació d'automòbils, 2 d'empreses de transport, 1 d'una empresa d'informació i comunicació, 2 d'entitats de l'administració pública i 1 d'una empresa classificada com a «altres activitats de serveis».
Dels 5 establiments de servei als particulars que hi havia el 2009, 1 era un taller de reparació d'automòbils i de material agrícola, 1 paleta, 1 fusteria, 1 electricista i 1 empresa de construcció.
L'any 2000 a Courtillers hi havia 11 explotacions agrícoles.

## Equipaments sanitaris i escolars
El 2009 hi havia una escola elemental.

## Poblacions més properes
El següent diagrama mostra les poblacions més properes.